# Mala Višera
Mala Višera (rus. Ма́лая Ви́шерка, Ма́лая Ви́шера) je rijeka u Novgorodskoj oblasti u Rusiji.
Sutokom Male Višere i Velike Višere nastaje rijeka Višera.
Na rijeci se nalazi gradić Malaja Višera.